# Dương Thanh Hào
Dương Thanh Hào (sinh ngày 23 tháng 6 năm 1991) là một cầu thủ bóng đá người Việt Nam đang thi đấu ở vị trí trung vệ cho câu lạc bộ Thép Xanh Nam Định.

## Danh hiệu

### Câu lạc bộ
Thép Xanh Nam Định
- V.League 1:
  -  Vô địch (1): 2023–24
- Cúp Quốc gia:
  -  Hạng ba (1): 2023–24
- Siêu cúp Quốc gia:
  -  Vô địch (1): 2023–24

Topenland Bình Định
- V.League 1:
  -  Hạng ba (1): 2022
- Cúp Quốc gia:
  -  Á quân (1): 2022